# Laurel (Montana)
Laurel è una città degli Stati Uniti d'America situata nel Montana, nella contea di Yellowstone.